# Джейкоб Джусу Саффа
Джейкоб Джусу Саффа (…) — політик Сьєрра-Леоне, обіймає посаду прем'єр-міністра Сьєрра-Леоне з 30 квітня 2021 року.
Саффа здобув ступінь бакалавра економічних наук (з відзнакою) у коледжі Фура-Бей Університету Сьєрра-Леоне та ступінь магістра з економічного розвитку та планування Інституту економічного розвитку та планування (IDEP) Економічної комісії ООН для Африки в Дакарі, Сенегал.

В 2005—2011 роках Саффа обіймав посаду національного генерального секретаря Народної партії Сьєрра-Леоне.

## Інші види діяльності
- Африканський банк розвитку (AfDB), член Ради керуючих (з 2018 року)[3]
- Банк інвестицій та розвитку ECOWAS (EBID), член Ради керуючих (з 2018 року)[4]